# Philemon Masinga
Philemon Raul Masinga (Klerksdorp, 1969. június 28. – 2019. január 13.), dél-afrikai válogatott labdarúgó.

## Pályafutása

### Klubcsapatban
1990-ben kezdte a pályafutását a Jomo Cosmos csapatában. 1991-ben a Mamelodi Sundowns együtteséhez igazolt, ahol két szezont töltött. 1994-ben Angliába szerződött a Leeds United csapatához, ahová követte honfitársa Lucas Radebe is. A Premier League-ben két évet játszott, ezalatt 31 mérkőzésen lépett pályára és 5 gólt szerzett. 1995. január 17-én mesterhármast ért el a Walsall elleni FA-kupa találkozón.
1996-ban Svájcba igazolt a St. Gallen együtteséhez, de mindössze néhány mérkőzésen játszott és 1997-ben Olaszországba távozott. Először a Salernitana (1997), majd a Bari (1997–2001) játékosa lett. A 2001–02-es szezonban az Egyesült Arab emírségekbeli el-Vahda csapatánál fejezte be a pályafutását.

### A válogatottban
1992 és 2001 között 58 alkalommal szerepelt a Dél-afrikai válogatottban és 19 gólt szerzett. Első mérkőzését Kamerun ellen játszotta 1992-ben. Ez volt a Dél-afrikai válogatott legelső mérkőzése az apartheid korszakot követően. Még ugyanebben az évben egy Zambia elleni afrikai nemzetek kupája selejtező alkalmával piros lapot kapott, ezzel ő lett az első Dél-afrikai labdarúgó, aki a kiállítás sorsára jutott. Tagja volt az 1996-ban hazai környezetben afrikai nemzetek kupáját nyerő és az 1998-as afrikai nemzetek kupáján ezüstérmet szerző válogatott keretének is és részt vett az 1997-es konföderációs kupán. 1997-ben az ő góljával győzték le Kongót 1–0-ra vb-selejtezőn és kijutottak az 1998-as világbajnokságra.

### Halála
2019. január 13-án a Dél-afrikai labdarúgó-szövetség elnöke közölte: Phil Masinga 49 éves korában egy johannesburgi kórházban hunyt el, egy hónappal azután, hogy rákos betegséget állapítottak meg nála.

## Sikerei, díjai
Dél-Afrika
- Afrikai nemzetek kupája győztes (1): 1996